# Oliver Ebken
Oliver Ebken (* 15. April 1971 in Cuxhaven) ist ein deutscher Politiker (SPD) und direkt gewählter Abgeordneter des 19. Niedersächsischen Landtags.

## Leben und Politik
Nach der Schule begann Ebken 1987 in den Hotels Hotel Piushof in Herrsching am Ammersee und Hotel Seepavillon eine Ausbildung zum Restaurantfachmann, die er 1990 erfolgreich beendete. Im Anschluss war er acht Jahre im Wellenbadrestaurant Ebken tätig. Von 1998 bis 2000 schloss er eine Ausbildung zum Bürokaufmann in einem lokalen Autohaus ab und war beruflich im selben Autohaus tätig. Von 2002 bis 2020 arbeitete Ebken in unterschiedlichen Funktionen in der Allianz Beratungs- und Vertriebs AG. Von September 2020 bis Juni 2022 war er Personalleiter in den Helios Kliniken GmbH Cuxhaven, Nordenham, Sahlenburg.
Sein politischen Engagement begann bei den Kommunalwahlen in Niedersachsen 2011, bei denen er als parteiloser Kandidat für eine Wählergemeinschaft in den Rat der Stadt Cuxhaven gewählt wurde. 2013 trat er in die SPD ein und wurde 2016 erneut für die SPD in den Rat der Stadt und in den Kreistag gewählt, diese Mandate konnte er 2021 verteidigen.
Bei der Landtagswahl in Niedersachsen 2022 bewarb er sich für die SPD um das Direktmandat im Wahlkreis Cuxhaven und errang es mit 34,8 % vor dem Kandidaten der CDU, der 32,8 % erreichte. Er stand zudem auf Platz 78 der Landesliste.